# 希布倫維爾 (德克薩斯州)
希布倫維爾（英語：Hebbronville）是一個位於美國德克薩斯州吉姆霍格縣的城市。根據2010年美國人口普查，該地共人口4558人，而該地的面積約為16.20平方千米。同時該地也是吉姆霍格縣的縣治。

## 地理
希布倫維爾的座標為27°18′41″N 98°40′52″W / 27.31139°N 98.68111°W，而該地的平均海拔高度為167米（即548英尺）。